# Kaprys platynowej blondynki
Kaprys platynowej blondynki (ang. Red Dust) – amerykański film z 1932 roku w reżyserii Victora Fleminga. Został zrealizowany w erze Pre-Code.

## Obsada
- Clark Gable jako Dennis Carson
- Jean Harlow jako Vantine Jefferson
- Mary Astor jako Barbara Willis
- Gene Raymond jako Gary Willis
- Tully Marshall jako "Mac" McQuarg, nadzorca
- Donald Crisp jako Guidon, overseer
- Willie Fung jako Hoy, służący
- Forrester Harvey jako kapitan Limey

## Wyróżnienia
| Data wpisania | National Film Registry |
| ------------- | --- |
| 2006          | Lista filmów budujących dziedzictwo kulturalne USA utworzona przez National Film Preservation Board i przechowywana w Bibliotece Kongresu Stanów Zjednoczonych |